# Umarkhed
Umarkhed è una città dell'India di 34.084 abitanti, situata nel distretto di Yavatmal, nello stato federato del Maharashtra. In base al numero di abitanti la città rientra nella classe III (da 20.000 a 49.999 persone).

## Geografia fisica
La città è situata a 19° 36' 0 N e 77° 42' 0 E e ha un'altitudine di 415 m s.l.m..

## Società

### Evoluzione demografica
Al censimento del 2001 la popolazione di Umarkhed assommava a 34.084 persone, delle quali 17.605 maschi e 16.479 femmine. I bambini di età inferiore o uguale ai sei anni assommavano a 4.994, dei quali 2.558 maschi e 2.436 femmine. Infine, coloro che erano in grado di saper almeno leggere e scrivere erano 23.793, dei quali 13.639 maschi e 10.154 femmine.